# Могзонское городское поселение
Городско́е поселе́ние «Могзонское» — муниципальное образование в Хилокском районе Забайкальского края Российской Федерации.
Административный центр — пгт Могзон.

## История
Статус и границы городского поселения установлены Законом Читинской области от 19 мая 2004 года «Об установлении границ, наименований вновь образованных муниципальных образований и наделении их статусом сельского, городского поселения в Читинской области».

## Население
| 2009  | 2010  | 2011  | 2012  | 2013  | 2014  | 2015  |
| ----- | ----- | ----- | ----- | ----- | ----- | ----- |
| 4221  | ↘3908 | ↘3885 | ↘3818 | ↘3777 | ↘3689 | ↘3639 |
| 2016  | 2017  | 2018  | 2019  | 2020  | 2021  |       |
| ↘3589 | ↘3517 | ↘3461 | ↘3428 | ↘3375 | ↘2925 |       |

## Состав городского поселения
| № | Населённый пункт | Тип населённого пункта      | Население |
| - | ---------------- | --------------------------- | --------- |
| 1 | Загарино         | село                        | ↗52       |
| 2 | Могзон           | пгт, административный центр | ↘2894     |
| 3 | Улётка           | село                        | ↘0        |